# Paul Escoffier
Paul Escoffier est un acteur français né Paul Adolphe Jean-Marie Escoffier le 20 juin 1875 à Cahors, et mort à Paris 16e le 19 juillet 1941.

## Filmographie partielle
- 1912 : Le Coupable (court métrage anonyme)
- 1913 : Germinal d'Albert Capellani
- 1913 : Le Mystère de la chambre jaune de Maurice Tourneur
- 1913 : Par la main d'un autre (anonyme)
- 1914 : Le Chevalier de Maison-Rouge d'Albert Capellani [1]
- 1914 : La Dernière Incarnation de Larsan de Maurice Tourneur : Larsan
- 1914 : La Jeunesse de Rocambole (Rocambole) de Georges Denola
- 1914 : Les Exploits de Rocambole (Le Nouveau Rocambole) de Georges Denola
- 1914 : Rocambole et l'Héritage du marquis de Morfontaine de Georges Denola
- 1914 : Les Yeux du cœur d'Henri Desfontaines
- 1915 : Le Voleur d'Adrien Caillard
- 1915 : Le Malheur qui passe de Georges Monca
- 1915 : Les Effluves funestes de Camille de Morlhon : Claude Albertin
- 1916 : Les Deux Marquises (anonyme)
- 1916 : Jaloux de demain (anonyme)
- 1917 : Ainsi va la vie de Pierre Bressol
- 1917 : Le Dédale de Jean Kemm
- 1917 : Le Secret de la comtesse de Georges Denola : le comte de Mathon
- 1918 : Le Calice de Maurice Mariaud
- 1918 : Le Masque d'amour de René Plaissetty (tourné en deux époques)
- 1918 : Le Scandale de Jacques de Baroncelli
- 1919 : Frivolités de Maurice Landais
- 1924 : La Joueuse d'orgue de Charles Burguet
- 1929 : Un soir au cocktail's bar de Roger Lion : un inspecteur
- 1930 : Atlantis d'Ewald André Dupont
- 1932 : Roger la Honte de Gaston Roudès : le juge d'instruction
- 1934 : La crise est finie de Robert Siodmak : le manager
- 1934 : Mauvaise Graine de Billy Wilder et Alexandre Esway : le docteur Pasquie
- 1934 : Les Nuits moscovites d'Alexis Granowsky : le général Molochoff
- 1935 : Roses noires de Paul Martin et Jean Boyer
- 1935 : La Route impériale de Marcel L'Herbier : le colonel Simpson
- 1936 : Le Coupable de Raymond Bernard : l'ami de Marie-Louise
- 1936 : Hélène de Jean Benoît-Lévy et Marie Epstein : le juge
- 1936 : L'Homme du jour de Julien Duvivier
- 1936 : Pépé le Moko de Julien Duvivier : l'inspecteur chef Louvin
- 1936 : La Pocharde de Jean Kemm et Jean-Louis Bouquet
- 1936 : Port Arthur de Nicolas Farkas
- 1937 : Les Filles du Rhône de Jean-Paul Paulin
- 1937 : Les Hommes sans nom de Jean Vallée
- 1937 : La Tragédie impériale de Marcel L'Herbier : me médecin de la cour
- 1937 : Une femme sans importance de Jean Choux
- 1938 : La Cité des lumières de Jean de Limur
- 1938 : Éducation de prince d'Alexandre Esway
- 1938 : Entrée des artistes de Marc Allégret : le directeur du conservatoire
- 1938 : La Fin du jour de Julien Duvivier : Ruy Gomèz
- 1938 : Fort Dolores de René Le Hénaff
- 1938 : Katia de Maurice Tourneur : le médecin
- 1938 : Le Patriote de Maurice Tourneur
- 1938 : Prisons de femmes de Roger Richebé : le président des assises
- 1939 : Visages de femmes de René Guissart
- 1939 : Trois de Saint-Cyr de Jean-Paul Paulin
- 1939 : Le Chemin de l'honneur de Jean-Paul Paulin
- 1939 : Face au destin d'Henri Fescourt : le capitaine
- 1939 : L'Homme qui cherche la vérité d'Alexandre Esway
- 1940 : Le Collier de chanvre de Léon Mathot
- 1940 : L'Empreinte du dieu de Léonide Moguy
- 1941 : Fromont jeune et Risler aîné de Léon Mathot : Fromont père

## Théâtre
- 1906 : Jules César de William Shakespeare, mise en scène André Antoine, Théâtre de l'Odéon
- 1908 : Arsène Lupin de Francis de Croisset et Maurice Leblanc, Théâtre de l'Athénée
- 1914 : Un grand bourgeois d'Émile Fabre, mise en scène Firmin Gémier, Théâtre Antoine
- 1933 : Tovaritch de Jacques Deval, mise en scène de l'auteur, Théâtre de Paris
- 1935 : Margot d'Édouard Bourdet, mise en scène Pierre Fresnay, Théâtre Marigny